# Udestedt
Udestedt ist eine Gemeinde im Landkreis Sömmerda in Thüringen. Sie gehört der Verwaltungsgemeinschaft Gramme-Vippach an, die ihren Verwaltungssitz in der Gemeinde Schloßvippach hat.

## Geografie
Udestedt liegt im südöstlichen Teil des Thüringer Beckens. Östlich des Ortes verläuft in Richtung Norden der kleine Fluss Gramme. Udestedt ist umgeben von mehreren etwa 200 m hohen Hügeln.

## Dorfanlage
Udestedt ist ein unregelmäßig angelegtes Straßendorf mit mehreren Weggabelungen, das sich ursprünglich auf eine Talsenke erstreckte. Als Wasserzufuhr wurde eine Ableitung aus der Gramme gelegt, der Mühlgraben. Er beginnt südlich des Ortes flussaufwärts und führt sein Wasser später wieder der Gramme zu. Nördlich des Dorfes liegen sehr ausgedehnte, modernisierte Rinder-Stallanlagen.

## Geschichte
Die Umgebung von Udestedt ist uralter Siedlungsboden. Es fanden sich Gräber der jungsteinzeitlichen Schnurkeramiker aus dem 3. Jahrtausend vor Chr., Bestattungen aus der Bronzezeit um 1000 vor Chr. und aus der keltischen, dann germanischen Zeit von 500 vor bis 400 nach Chr. Im 3. und 4. Jahrhundert bestand eine Siedlung östlich des jetzigen Ortes um den Tafelberg. Der Name des Ortes Udestedt leitet sich ab von einer an der Gramme gelegenen germanischen Kultstätte "Odinstatt". 876 wurde zum ersten Mal "Odestat" (lat.) als dem Kloster Fulda zehntpflichtiges Dorf urkundlich erwähnt. Um 1000 entstand eine kleine Burg in Form einer Hochmotte im Bereich des Tafelbergs. Es gab Herren von "Utstete". Im Hochmittelalter bildete sich ein weiterer Siedlungskern, das Oberdorf, mit Marktsiedlung entlang des künstlichen Mühlgrabens. Am südwestlichen Rand dieser Siedlung wurde eine neue, umwallte Burg errichtet, die im Erbfolgekrieg 1309 zerstört und dann wieder aufgebaut worden ist (heute nur noch Reste des Grabens im Gutsbereich). 1219 war zum ersten Mal ein "Ritter von Rudestedt", nämlich Friedrich von Rudestedt, genannt worden. Verschiedene Adlige, Kirchen und Klöster hatten Besitz in Udestedt. 1345 kaufte die Stadt Erfurt das Dorf für 500 Mark von "Rudolf von Mellingen".
Die Einwohner des westlich von Udestedt gelegenen, zum Kloster Georgenthal gehörenden Klosterhofs Barkhausen gaben im 14. Jahrhundert den Ort auf, der damit eine Wüstung wurde, und siedelten nach Udestedt über. Die Steine der Gebäude wurden zum Bau neuer Häuser und der Kirche von Udestedt verwendet. Eine Interessengemeinschaft Udestedter Bürger, die "Gewerkenschaft", erwarb den größten Teil der Barkhäuser Flur vom Kloster Georgenthal. Von Barkhausen ist oberflächlich nur noch ein einfacher, 6 m hoher und 4 m dicker mittelalterlicher Turm erhalten, der so genannte Barkhäuser Turm. Die Fundamente der Barkhäuser Gebäude sind durch die landwirtschaftliche Nutzung weitgehend zerstört worden, Kellergewölbe durch Befahren mit schwerer Technik zwischen 1950 und 1970 eingestürzt.
In Udestedt spielte über Jahrhunderte der Anbau der Färberpflanze Waid eine große Rolle, viele Bauern aus dem Ort waren im Erfurter Waid-Register verzeichnet. Zur Zeit der Reformation wurde der Ort schon früh evangelisch. Im Dreißigjährigen Krieg hatte Udestedt schwer zu leiden. 1623 wurde es – nach tapferem Widerstand der Bewohner – von Söldnern des Herzogs Friedrich von Altenburg geplündert, verwüstet und durch 16 Hinrichtungen und Verschleppungen drangsaliert. 1624 brannten 250 Gebäude ab. 1664 wurde Udestedt zusammen mit Erfurt kurmainzisch.
1802 kam Udestedt mit dem Erfurter Gebiet zu Preußen und zwischen 1807 und 1813 zum französischen Fürstentum Erfurt. Mit dem Wiener Kongress kam Udestedt 1815 mit dem Amt Azmannsdorf zum Großherzogtum Sachsen-Weimar-Eisenach (Amt Vieselbach), zu dessen Verwaltungsbezirk Weimar es ab 1850 gehörte.
1759 gab es wieder ein ausgedehntes Feuer im Dorf, das 1819 noch von dem "Großen Brand" übertroffen wurde. Dieser vernichtete 100 Wohnhäuser und 150 Wirtschaftsgebäude. Großherzog Karl August und sein Staatsminister Goethe inspizierten Udestedt nach dem Unglück. Unter Leitung des Weimarer Hofbaumeisters Clemens Wenzeslaus Coudray erfolgte der großzügige Wiederaufbau unter besonderer Beachtung der Vorbeugung weiterer Feuersbrünste. Das dankbare Udestedt benannte eine Straße mit "Augustgasse".
Im Revolutionsjahr 1848 stellte auch Udestedt eine Bürgerwehr auf. 1883 gründete man die Freiwillige Feuerwehr Udestedt. Das 19. Jahrhundert brachte die Auswanderung von insgesamt 120 Udestedtern nach Übersee mit sich. Die Abwanderung von "Problem-Personen" wurde dabei durch die Gemeinde finanziell unterstützt, das war auch in anderen Orten üblich. Nach Gründung des Deutschen Kaiserreichs 1871 kam es auch in Udestedt zu einem allgemeinen wirtschaftlichen Aufschwung. 1913 beging die Gemeinde die 100-Jahr-Feier des Sieges über Napoleon in der Völkerschlacht bei Leipzig und weihte bei dieser Gelegenheit ein Kriegerdenkmal (Deutsch-Französischer Krieg 1870/71) ein. Nach dem Ersten Weltkrieg wurde eine Gedenktafel mit den Namen der 45 Gefallenen aus der Gemeinde in die Kirchenwand eingelassen.
Im Zweiten Weltkrieg hatte Udestedt evakuierte Familien aus den Luftkriegsgebieten des Reichs und dann Hunderte von Heimatvertriebenen aus den Ostgebieten aufzunehmen. Die Einwohnerzahl stieg durch letztere von 855 im Jahre 1939 auf 1.335 im Jahre 1946 an, trotz der Verluste von 76 gefallenen und vermissten Soldaten. Während des Zweiten Weltkrieges mussten 81 Frauen und Männer aus Polen, Russland und der Ukraine in der Landwirtschaft Zwangsarbeit verrichten. Ein Gedenkstein auf dem Friedhof erinnert an zwei KZ-Häftlinge, die im April 1945 Opfer eines Todesmarsches nach dem KZ Buchenwald wurden. Ein Einwohner des Ortes hisste am 11. April eine weiße Fahne und rettet das Dorf vor dem Beschuss. Udestedt wurde im April 1945 von US-Truppen, Anfang Juli von der Roten Armee besetzt. So machte es alle gesellschaftlichen Veränderungen in der SBZ und später der DDR mit. Besonders drückend war für die Landwirte das hohe Ablieferungssoll, später der Zwang zum Eintritt in die LPG. Diesem entzogen sich nicht wenige durch Flucht nach Westdeutschland. 1985 beging Udestedt eine 1111-Jahr-Feier, streng genommen zwei Jahre zu früh.
Im November 1989 kam es im Rahmen der Friedlichen Revolution in der DDR auch in Udestedt – nach dem Vorbild von Erfurt und Weimar – zu Andachten in der Kirche mit anschließenden politischen Reden im Freien und danach zu Demonstrationen durch den Ort, auch zu einem "Runden Tisch". Am 3. Oktober 1990 feierte man den offiziellen Tag der deutschen Wiedervereinigung. Es folgten einschneidende, besonders wirtschaftliche Veränderungen. Im Jahre 2000 wurde der "Kreis-Heimattag" in Udestedt begangen.

## Religion

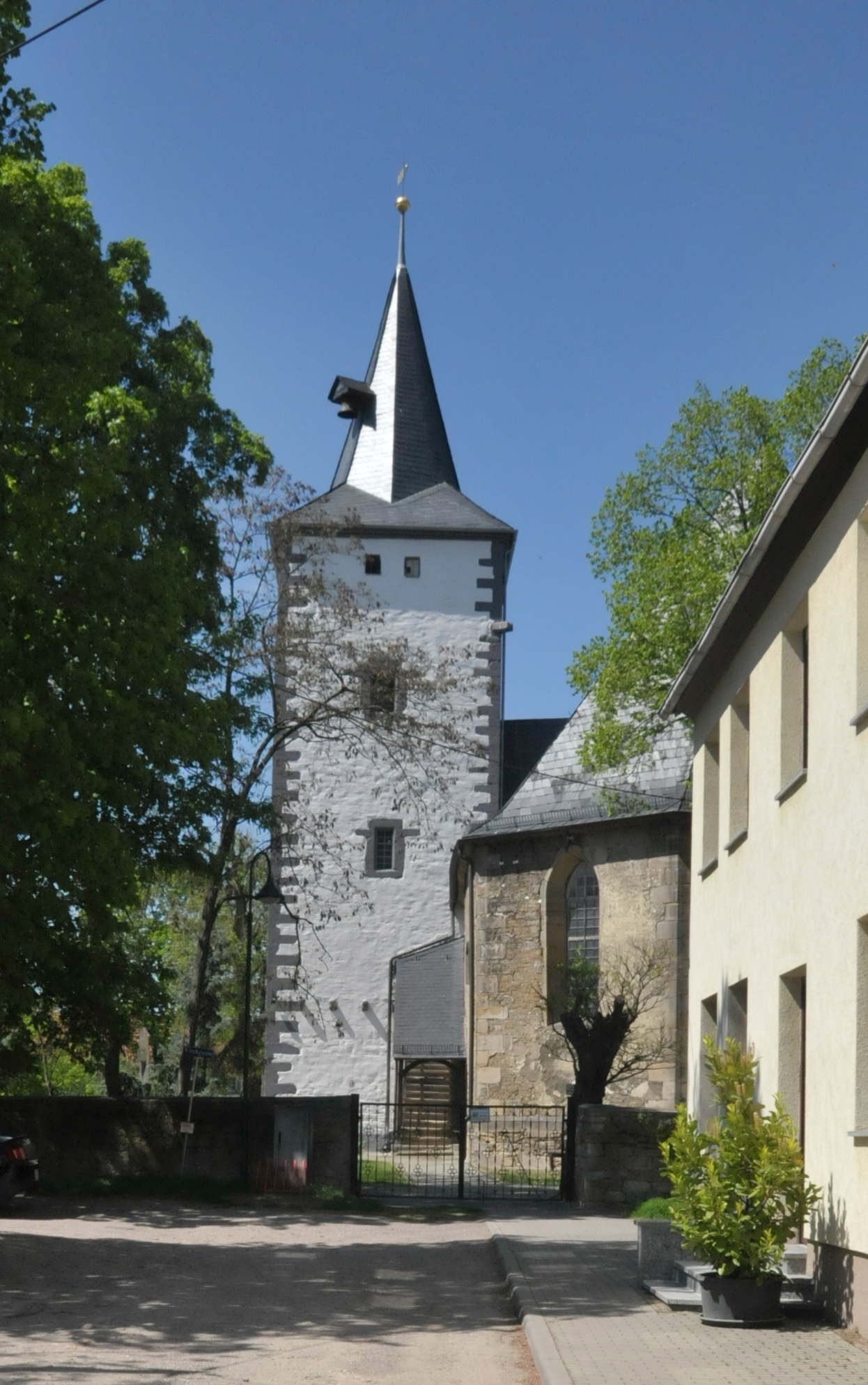
St.-Kilian-Kirche

32 % der Einwohner von Udestedt sind evangelisch, nur 2 % katholisch. Die lutherische Kirchengemeinde Udestedt mit ihrer St.-Kilian-Kirche gehört zum Pfarrbereich Schloßvippach-Udestedt im Kirchenkreis Apolda-Buttstädt der Evangelischen Kirche in Mitteldeutschland. Die wenigen Katholiken sind der Pfarrei St. Nikolaus in Erfurt-Melchendorf (Bistum Erfurt) zugeordnet, deren nächste Filialkirche St. Marien in Erfurt-Vieselbach ist.

## Sehenswürdigkeiten
- In beiden Weltkriegen ist das Dorf baulich unversehrt geblieben. Verschiedene historische Gehöfte sind erhalten geblieben, so das Herrenhaus des Gutshofs vor dem Obertore und die Gaststätte "Weimarischer Hof". Wenn auch durch Abriss und Umbauten viel verloren gegangen ist, so lassen insbesondere große Hoftore erahnen, was für ein wohlhabendes Bauerndorf Udestedt vor der Kollektivierung gewesen ist.
- Die evangelische St.-Kilian-Kirche ist ein stattlicher Bau, der vom früheren Wohlstand des Ortes zeugt. Der Turm weist wehrhafte Merkmale auf und stand ehemals frei, er könnte Teil einer Befestigungsanlage gewesen sein.[5] 1575 schenkte ein Erfurter Bürger der Kirche ein wertvolles Holzschnitzwerk "Die Anbetung der Heiligen Drei Könige". Das Kirchenschiff wurde 1592/94 neu gebaut. 1709 erhielt die Kirche eine Orgel des berühmten Orgelbauers Georg Christoph Stertzing. 1721 wurde Tobias Friedrich Bach (1695–1768, Sohn von Johann Christoph Bach aus der berühmten Musikerfamilie) Kantor und Organist. 1817 stifteten Bürger ihrer Kirche das Gemälde "Luther auf dem Reichstag zu Worms" des Weimarer Malers Ferdinand Jagemann. 1928 wurde eine neue Orgel eingebaut.
- Der Kirchhof weist noch eine Reihe historischer Grabdenkmäler auf.
- Das benachbarte Pfarrhaus (Schulplatz 7) ist erneuert, das Kantoratsgebäude (Schulplatz 5) und andere Wirtschaftsgebäude des großen Pfarrhofs sind im Verfall oder abgerissen.
- Ebenfalls benachbart (Schulplatz 1) steht das denkmalgeschützte Haus des Kantors Tobias Friedrich Bach, der von 1695 bis 1768 hier gewirkt hat. Bis 1868 war das Kantoratshaus das Schulhaus von Udestedt. Das Gebäude wird derzeit (2016) nicht benutzt und dient lediglich dem Hausmeister der Schule als Gerätelager.
- Das jetzige Schulgebäude (Schulplatz 3) von 1869 in Backstein-Bauweise trägt über der Pforte den Sinnspruch für die Schüler: "Euern Ein- und Ausgang segne Gott."
- Barkhäuser Turm des früheren Klosterhofs Barkhausen aus dem Spätmittelalter, westlich des Ortes
- Der Tafelberg am südöstlichen Ortsrand: Kultstätte aus der germanisch-heidnischen Zeit

## Wirtschaft
Von 1953 bis 1960 (in diesem Jahr unter verstärktem Druck als "Sozialistischer Frühling") wurden drei LPG gegründet. Später wurden daraus im Rahmen der Industrialisierung der Landwirtschaft zwei große, und erfolgreiche, Kooperative gebildet. Diese spielten eine wichtige Rolle für die Dorfbevölkerung, auch durch zahlreiche gesellschaftliche Einrichtungen. Die Pflanzenproduktion (KAP) baute regional typische Futtermittel und verschiedene Nahrungsmittel an und betrieb in geringem Umfang Geflügel- und Schafszucht. Die Tierproduktion konnte mit der Bullenmast bis zu 4700 Tiere gleichzeitig halten und gehörte damit zu den großen Mastbetrieben. Schweinezucht wurde nur zur Deckung des Bedarfs der Dorfbevölkerung betrieben. Wirtschaftlich arbeiteten die Genossenschaften insbesondere mit Kerspleben, aber auch anderen Nachbargemeinden zusammen.
Nach der Wende gründete sich 1991 eine "Agrargenossenschaft e.G. Udestedt". Die Zahl von anfangs 4.000 Bullen konnte nicht gehalten werden, damit und durch die Rationalisierung ging die Zahl der Beschäftigten drastisch zurück. 1993 nahm ein "Wiedereinrichter" (Winzer) auf dem Gut mit 230 ha Fläche die Arbeit auf.

## Verkehr
Udestedt liegt an einer Landstraße zwischen Eckstedt und Kleinmölsen. Westlich verläuft die Bundesautobahn 71 von Erfurt nach Sömmerda.
Gute Radwege verbinden Udestedt mit den Nachbarorten, dem Barkhäuser Turm und dem Schwanseer Forst.

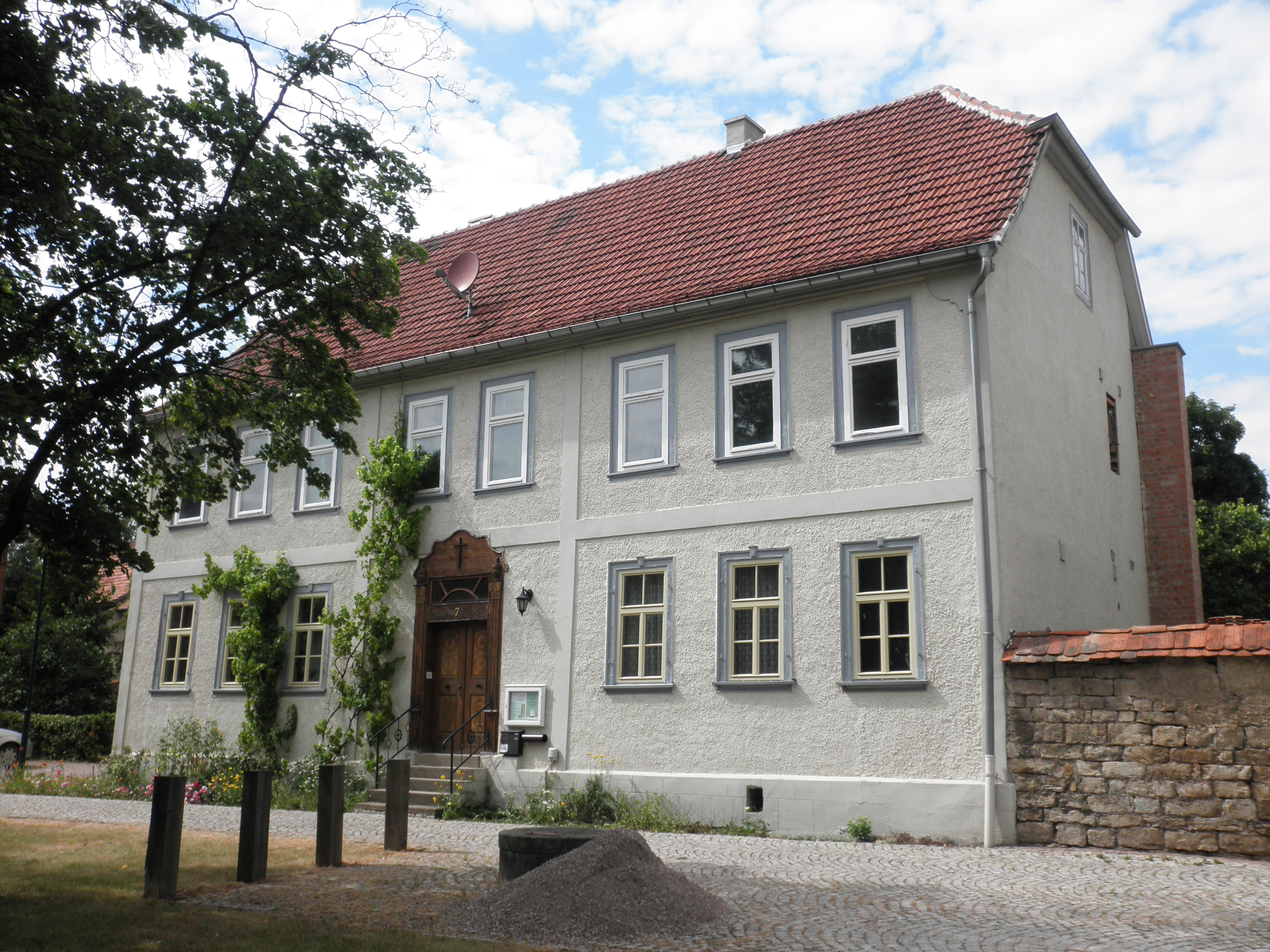
Pfarrhaus
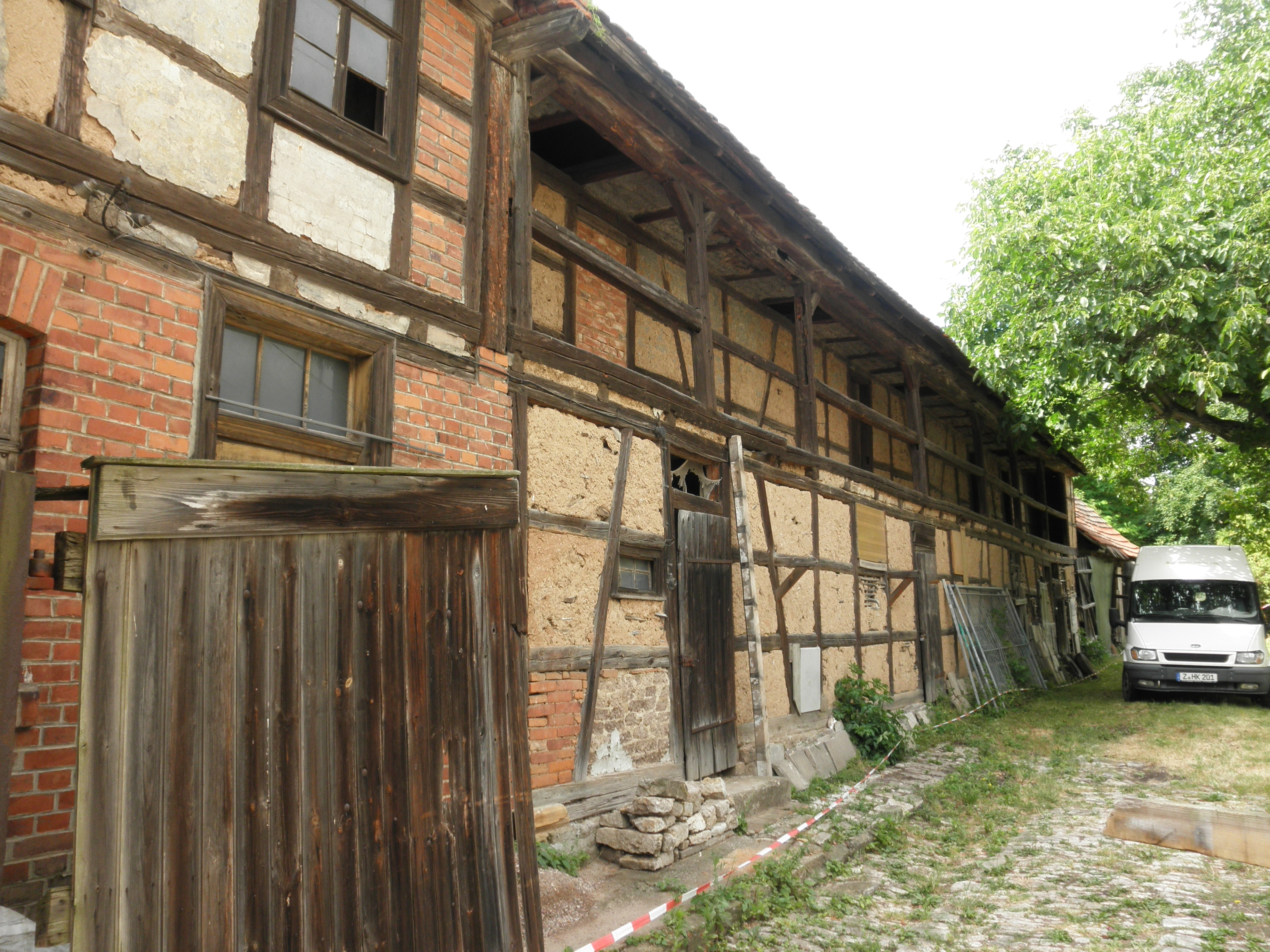
Pfarrhof
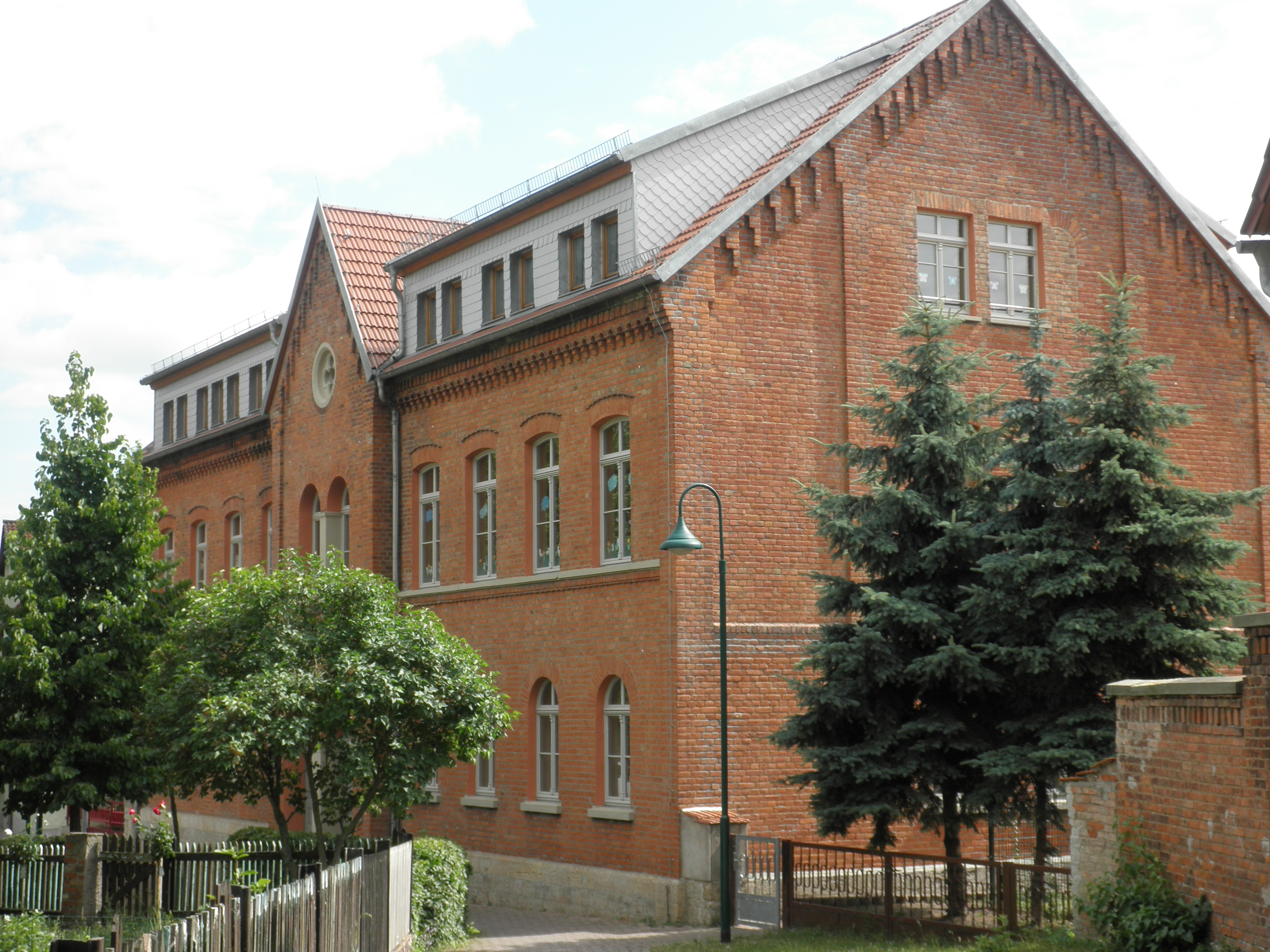
Schule
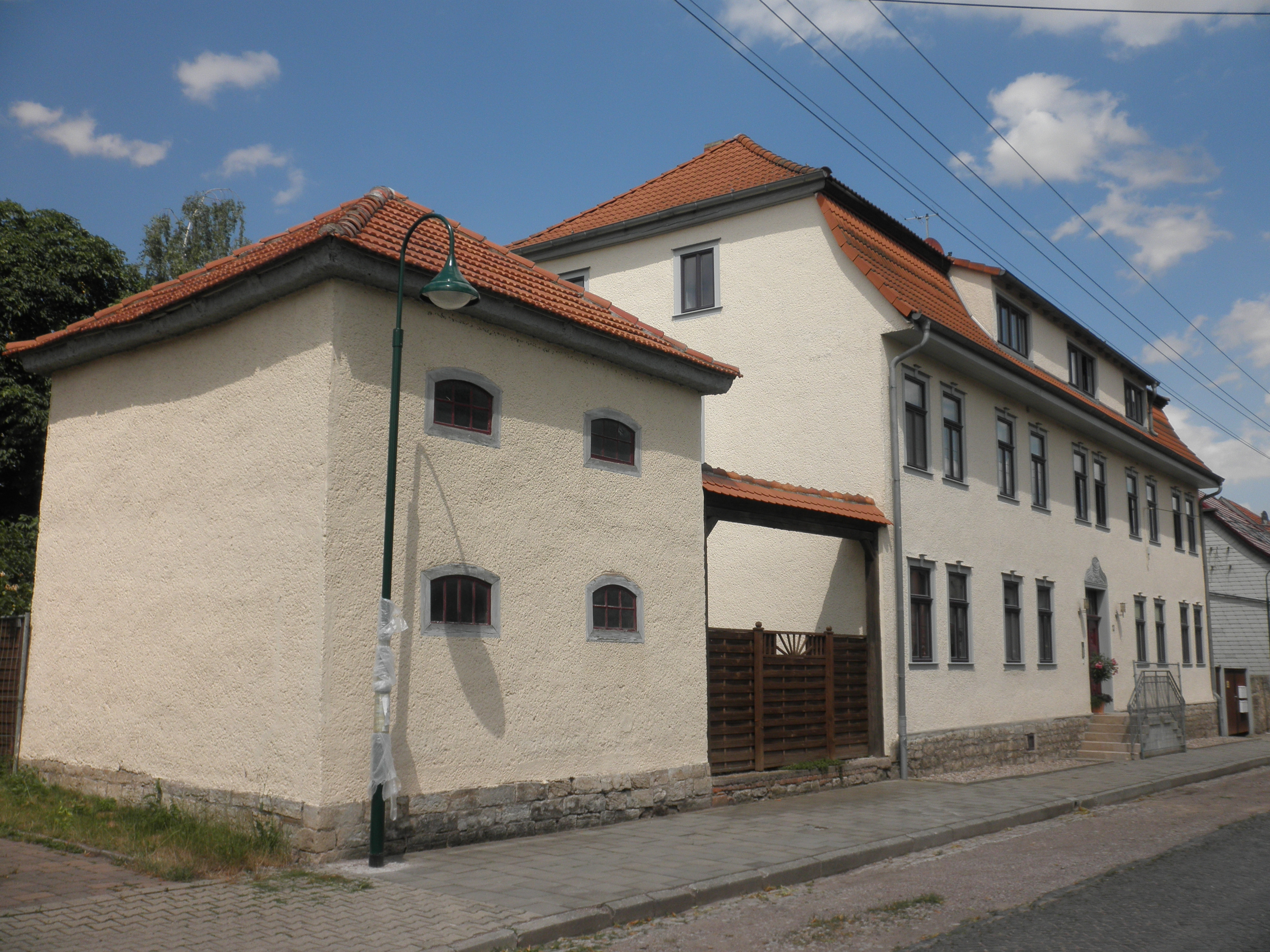
Hofgebäude
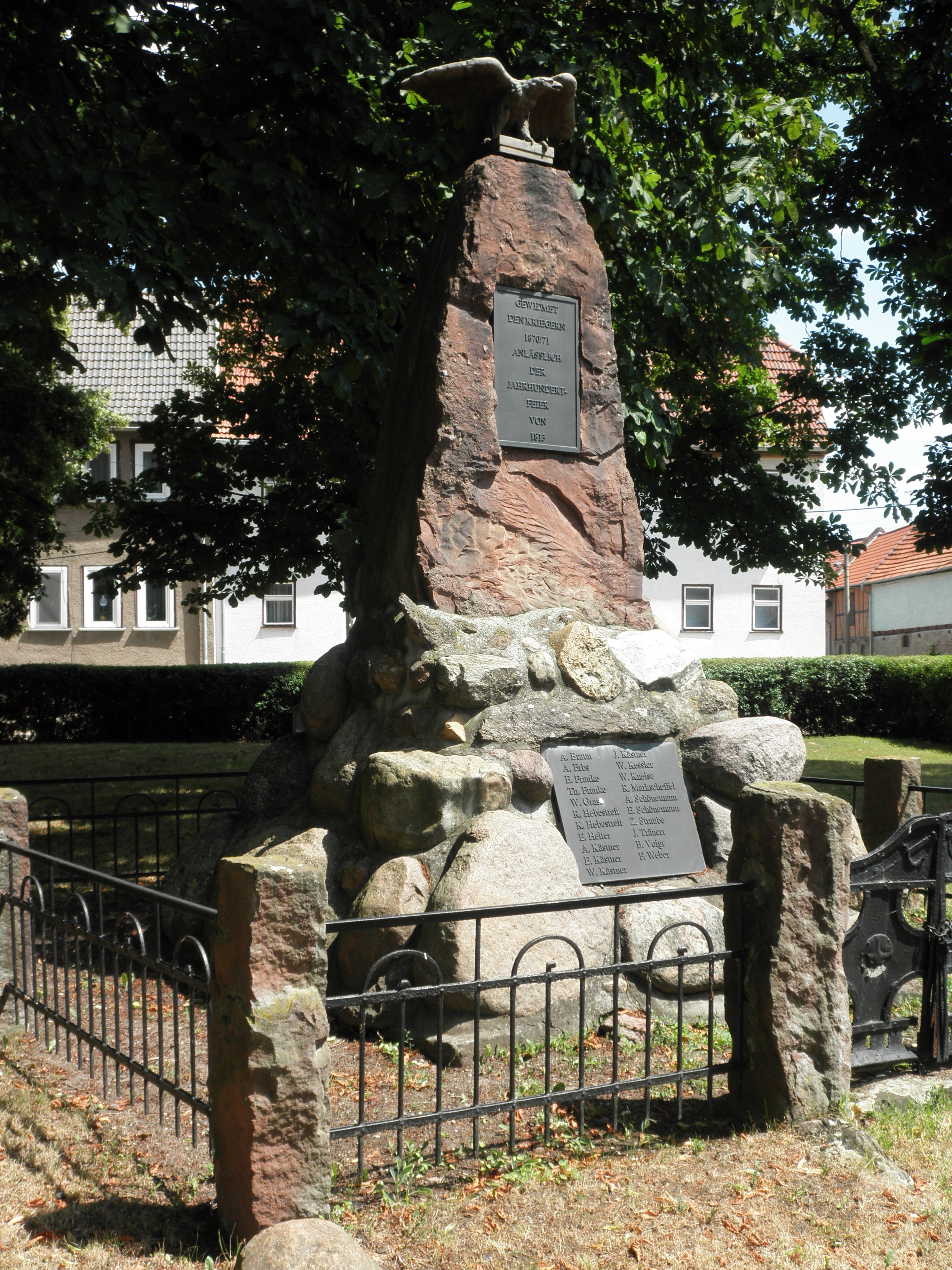
Denkmal von 1913
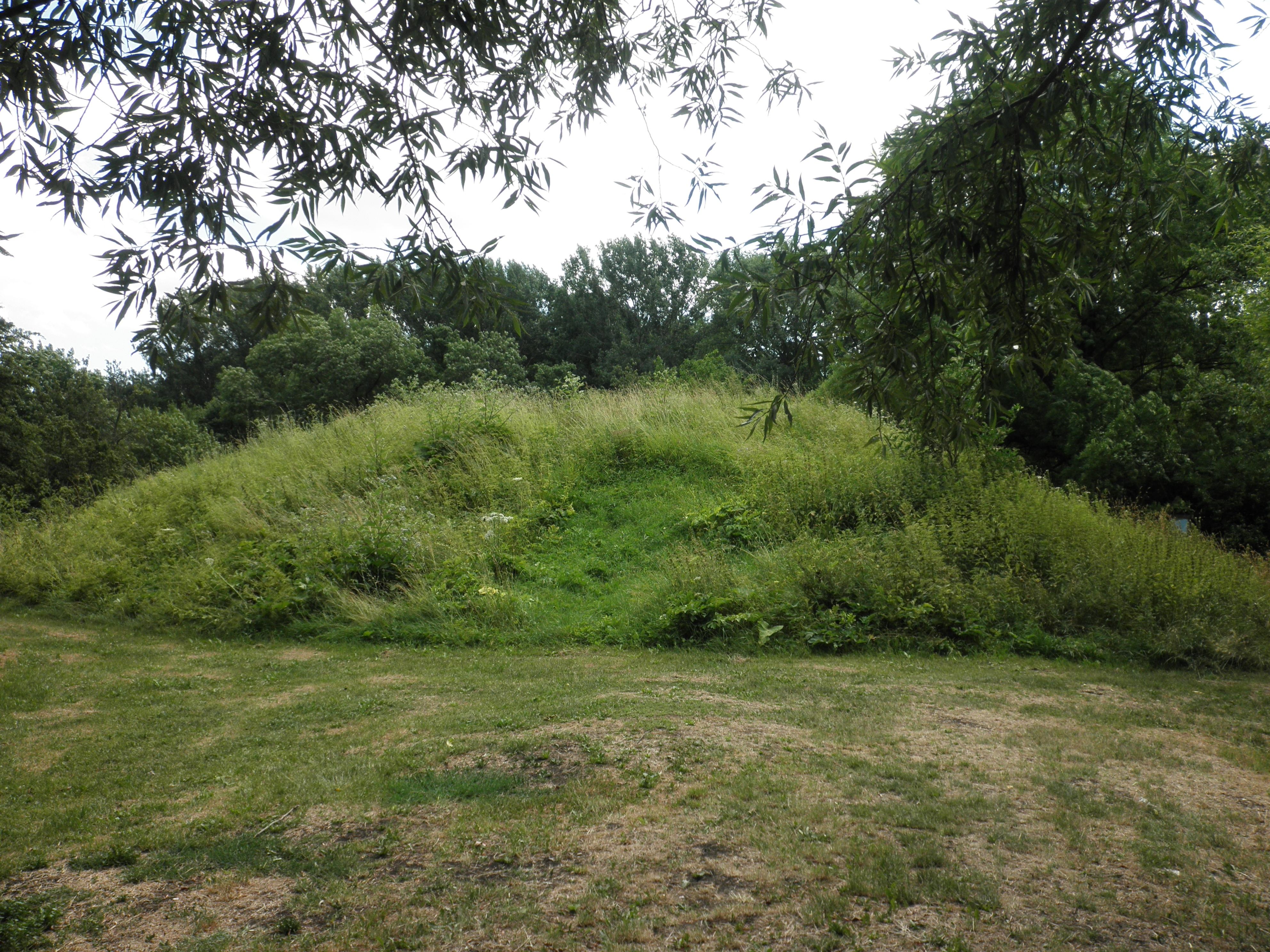
Tafelberg, germanische Kultstätte
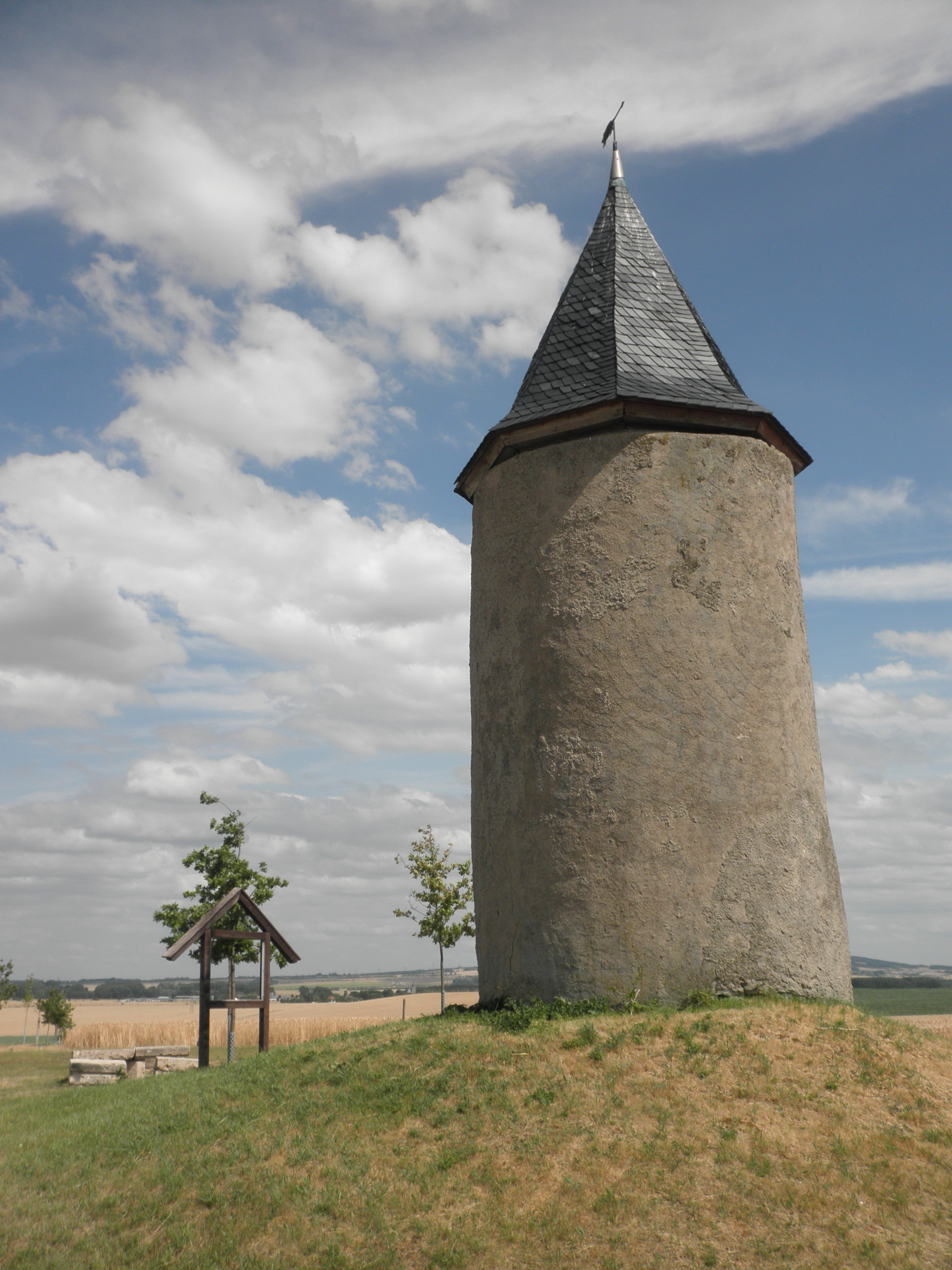
Barkhäuser Turm

### Einwohnerentwicklung
Entwicklung der Einwohnerzahl:
| - 1900 – 913 - 1939 – 855 - 1946 – 1335 - 1960 – 1004 - 1980 – 887 - 1992 – 810 | - 1994 – 849 - 1995 – 859 - 1996 – 845 - 1997 – 857 - 1998 – 848 - 1999 – 842 | - 2000 – 833 - 2001 – 826 - 2002 – 830 - 2003 – 821 - 2004 – 814 - 2005 – 810 | - 2006 – 819 - 2007 – 821 - 2008 – 820 - 2009 – 817 - 2010 – 809 - 2011 – 792 | - 2012 – 778 - 2013 – 795 - 2014 – 796 - 2015 – 794 - 2016 – 782 - 2017 – 790 | - 2018 – 770 - 2019 – 774 - 2020 – 782 - 2021 – 784 - 2022 – 763 |

 Datenquellen: Thüringer Landesamt für Statistik und Ortschronik

## Politik

### Gemeinderat
Der Gemeinderat aus Udestedt setzt sich aus 8 Ratsfrauen und Ratsherren zusammen.
- Unabhängige Bürgerliste: 8 Sitze[6]

(Stand: Kommunalwahl am 25. Mai 2014)

### Bürgermeister
Der ehrenamtliche Bürgermeister ist seit dem 1. Juli 2016 Gunnar Dieling.

## Persönlichkeiten
- Tobias Friedrich Bach (1695–1768) aus Ohrdruf, ein Neffe von Johann Sebastian Bach, war von 1721 bis 1768 als Kantor in Udestedt tätig.
- Carl Martin Franz Gebhardt (1750–1813), evangelisch-lutherischer Pfarrer, Hochschullehrer, Herausgeber und Verfasser geistlicher Lieder

## Vereine
- Geschichtsverein Udestedt e. V.
- Kegelverein 1991
- Frauen-Kirchenchor 1994
- Schützenverein Udestedt e. V. 1994
- Reit- und Fahrverein 1998
- Sportverein FSV Udestedt 1991 e. V.
- Traditions- & Kirmesverein e. V.

## Trivia
- In der Bevölkerung von Udestedt gibt es mehrere Großfamilien mit dem Namen Steinmann, der im deutschen Sprachraum sonst weniger oft vertreten ist. Während man ursprünglich davon ausging, dass diese ungewöhnliche Häufung nicht auf eine gemeinsame Abstammung zurückging, wurde zwischenzeitlich belegt, dass sämtliche Träger dieses Nachnamens im Ort mit einem Nikolaus Heinrich Steinmann, der am 13. September 1807 in das Dorf einheiratete, in Verbindung stehen, entweder durch direkte Abstammung oder durch Einheiratung in die Familien der Namensträger.[7]
- In Udestedt wurden nach der Wende sozialistische Straßennamen nicht umbenannt, sondern beibehalten. So heißt die Hauptstraße Wilhelm-Pieck-Straße nach dem ersten und einzigen Präsidenten der DDR.
- Das Pfarrarchiv der Kirchgemeinde Udestedt besitzt eine bedeutende Sammlung von Musikalien (Notenhandschriften und Drucke) des 17. und 18. Jahrhunderts, die heute im Archiv der Hochschule für Musik Franz Liszt Weimar aufbewahrt wird.
- Noch im 19. Jahrhundert zogen neuvermählte Paare zusammen mit der Hochzeitsgesellschaft aus dem Ort unter Musik zum Tafelberg. Dort wurde getanzt und gefeiert. In der heidnischen Zeit hat es sich um einen heiligen Ort gehandelt, auf dem vielleicht besonders der germanischen Göttin Freya Opfer dargebracht worden sind.